# Sheila Sim
Sheila Beryl Grant Sim, Baronessa Attenborough di Richmond upon Thames (Liverpool, 5 giugno 1922 – Londra, 19 gennaio 2016) è stata un'attrice britannica.

## Biografia
Sheila Sim nacque a Liverpool, figlia unica del banchiere Stuart Grant Sim e della moglie Ida Isabel Carter. Dopo essere stata educata privatamente durante l'infanzia e l'adolescenza, studiò recitazione alla Royal Academy of Dramatic Art. Nel 1944 fece il suo esordio cinematografico nel film Un racconto di Canterbury e nel 1948 recitò in un allestimento de La tempesta di William Shakespeare al Theatre Royal Drury Lane in cui John Gielgud interpretava Prospero. Nel 1952 recitò nel cast della prima mondiale di Trappola per topi di Agatha Christie in scena nel West End londinese.
Smise di recitare verso la metà degli anni cinquanta e da allora si dedicò ad attività filantropiche e benefiche. Noël Coward la scelse per l'Actors' Charitable Trust, in cui Sim lavorò per oltre sessant'anni; inoltre, svolse un ruolo chiave in due ristrutturazioni della casa di riposo per attori Denville Hall durante gli anni 60 e poi negli anni 2000.

## Vita privata
Sheila Sim sposò Richard Attenborough il 22 gennaio 1945 e la coppia rimase insieme per 69 anni, fino alla morte di lui, il 24 agosto 2014. La coppia ebbe tre figli: il regista Michael, la manager Jane e l'insegnante Charlotte. Quando Richard Attenborough fu insignito del titolo di pari del regno nel 1993, Sim acquisì automaticamente la baronia per matrimonio. 
Dopo la diagnosi di demenza senile nell'estate 2012, Sim andò a vivere a Denville Hall, la casa di riposo per attori che ella stessa aveva preservato nel corso della sua vita; l'anno successivo anche il marito vi si trasferì. È morta a Denville Hall nel gennaio 2016 all'età di 93 anni.

## Filmografia parziale
- Un racconto di Canterbury (A Canterbury Tale), regia di Michael Powell ed Emeric Pressburger (1944)
- Pandora (Pandora and the Flying Dutchman), regia di Albert Lewin (1951)
- Stupenda conquista (The Magic Box), regia di John Boulting (1952)

## Doppiatrici italiane
- Dhia Cristiani in Pandora